# Konjski jezik
Konjski jezik (atlantski halibut, atlantski iverak; lat. Hippoglossus hippoglossus), vrsta ribe plosnaticeraširene po Atlantiku od Biskajskog zaljeva do Spitsbergena, Barentsovom moru, oko Islanda i Grenlanda, i od Labradora do Virginije. Naraste maksimalno do 470 cm, a najveća poznata izmjerena težina iznosila je 320,0 kg.